# Nukleare Pasta
Nukleare Pasta (englisch nuclear pasta) ist in der Astrophysik ein exotischer Zustand der entarteten Materie, bei dem die Nukleonen eine nicht-sphärische Form annehmen. Seinen Namen erhielt nukleare Pasta in Anlehnung an das italienische Wort für Nudeln wegen der geometrischen Form, die länglich wie bei Spaghetti, oder flach wie bei Lasagne ausfallen kann.

## Formen und Umwandlung
In nicht entarteter Materie ist die Form von Nukleonen sphärisch. Wenn die Dichte der Materie Werte vom 0,2- bis 0,5-fachen der Dichte von Protonen annimmt bei Werten von 0,05 Nukleonen pro Femtometer, übersteigt der Wert der elektrischen Abstoßung durch die Coulomb-Kräfte den der Oberflächenspannung aufgrund der starken Wechselwirkung. Dadurch können die Nukleonen folgende Formen annehmen:
- Stabförmig wie Spaghetti
- Plattenförmig wie Lasagne
- Stabförmige Hohlräume in einer dichten Nukleonenmasse (die Anti-Spaghetti-Phase)
- Sphärische Hohlräume in einer dichten Nukleonenmasse (Schweizer Käse)

Die Formen wandeln sich mit steigender Dichte in der oben aufgeführten Reihenfolge um.

## Auftreten

Aufbau eines Neutronensterns

Eine Nukleare-Pasta-Phase könnte bei einem Kernkollaps während einer Supernovaexplosion auftreten.
Alternativ könnte nukleare Pasta auch beim Abkühlen eines Neutronensterns entstehen. Sie sollte sich am unteren Rand der inneren Kruste mit einer Schichtdicke von ca. 100 Metern bilden. In der Phase sollte sich ein erhöhter Wirkungsquerschnitt für Neutrinos mit einem Einfluss auf den Urca-Prozess zeigen.
In Pulsaren sollte die Nukleare-Pasta-Phase die Kopplung zwischen dem inneren Kern mit seiner Neutronen-Protonen-Flüssigkeit und der kristallinen inneren Kruste modifizieren. Dies ist versucht worden in den Periodensprüngen der Pulsare nachzuweisen.